# Königswinterer Zeitung
Die Königswinterer Zeitung war eine in Königswinter hergestellte lokale bzw. regionale Zeitung. Sie erschien von 1902 bis 1905.

## Geschichte
Die erste Probenummer erschien am 24. April 1902. Für die Redaktion und für den Verlag zeichnete zunächst Christian Trimborn verantwortlich. Ab dem 20. August 1903 folgte ihm Karl Wolf. Der Druck erfolgte 1902 bei C. Schulze in Linz, wechselte im gleichen Jahr zu Hermann Schumacher in Herne und 1903 schließlich zur Druckerei Heinrich bzw. Jean Trapp in Bonn.
Die mit dem Anspruch der Überparteilichkeit auftretende Zeitung war ein Konkurrenzblatt zu dem seit 1867 erscheinenden Echo des Siebengebirges und der Honnefer Volkszeitung. Die letzte überlieferte Ausgabe erschien am 30. Juni 1905. Eine Ankündigung der Einstellung ist darin nicht enthalten.

## Überlieferung
Die Zeitung ist vollständig beim Heimatverein Siebengebirge / Siebengebirgsmuseum überliefert.
Alle Ausgaben von 1902 bis 1905 sind online verfügbar.